# Ana Miranda de Lage
Ana Clara María Miranda de Lage (Sant Sebastià, 7 de maig de 1946) és una política socialista basca. El 1975 ingressà al PSOE i a la Unió General de Treballadors. De 1979 a 1989 fou secretària de comunicació del Partit Socialista d'Euskadi (després PSE-EE) i va exercir de secretària de comunicació durant el XXXII Congrés del PSOE (gener 1987-novembre 1989). Posteriorment ha estat membre de la comissió executiva del PSE-EE i secretària executiva de 1990 a 1998.
Fou escollida diputada del PSE-PSOE per Guipúscoa a les eleccions al Parlament Basc de 1984 i 1986.De 1984 a 1987 fou senadora designada per la comunitat autònoma d'Euskadi, càrrec que deixà per a presentar-se a les eleccions al Parlament Europeu de 1987. De 1987 a 1989 fou secretària del Grup Socialista Espanyol al Parlament Europeu. Posteriorment fou reescollida a les 1989 i 1994. De 1997 a 1999 fou presidenta de la Delegació per a les Relacions amb els Països de Sud-amèrica i MERCOSUR. Tornà a ser breument eurodiputada en el període 2003-2004.